# Comroad
Die Comroad AG (Eigenschreibweise ComROAD AG) war ein von Bodo Schnabel gegründetes Unternehmen zur Entwicklung und Produktion von Telematik-Systemen und Navigationscomputern für Fahrzeuge. Die Comroad AG gehörte zu den Topwerten am Neuen Markt.
Anfang 2002 wurde öffentlich, dass das Unternehmen seit 1998 in großem Stil Scheingeschäfte tätigte und rund 95 Prozent der Umsätze frei erfunden waren. Dabei wurden angebliche Lieferungen von Soft- und Hardware durch eine Scheinfirma namens VT Electronics Ltd. in Hongkong getätigt, gleichzeitig wurden bis 2002 17 Umsatzsteigerungen verkündet. Die folgenden Kursgewinne des börsennotierten Unternehmens führten dazu, dass es mit über einer Milliarde Euro massiv überbewertet war, obwohl sich die Konjunktur in einer Rezession befand. Die Wirtschaftsprüfungsgesellschaft KPMG legte ihr Mandat nieder. Im April 2002 wurde der Vorstandsvorsitzende Bodo Schnabel in Untersuchungshaft genommen.

## Wirtschaftliche Folgen
Zum Zeitpunkt des Ausscheidens Bodo Schnabels hatte Comroad Vermögenswerte von etwa 26 Mio. Euro liquiden Mitteln, 15 Mio. Euro an Beteiligungen und 5 Mio. Euro an Vorräten. Seitdem sanken die Barmittel erheblich, die Beteiligungen und Partnerverträge konnten zum großen Teil nicht gehalten werden. Infolge des ComROAD-Skandals rutschte die Aktie von fast 65 Euro am 27. September 2000 auf 6 Cent ab. ComROAD AG firmierte am 10. Juli 2006 um zur Tracom Holding AG. Die Aktien wurden von 2002 bis 2008 lediglich an der Hamburger Börse gehandelt, da der Comroad AG am 20. September 2002 die Zulassung zum geregelten Markt der Frankfurter Börse entzogen worden war. Der Kurs lag 2007 zuletzt bei ca. 35 Cent. 

## Rechtsfolgen
Im November 2002 wurde Bodo Schnabel vom Landgericht München I wegen Kursbetrugs, Insiderhandels und gewerbsmäßigen Betrugs zu sieben Jahren Haft verurteilt. Seine damalige Ehefrau Ingrid Schnabel wurde wegen Beihilfe zu einer zweijährigen Bewährungsstrafe verurteilt. 
Im Februar 2005 wurde zwischen dem Freistaat Bayern, der Comroad AG und Bodo Schnabel eine Vergleichsvereinbarung geschlossen, um die Problematik umfassend und endgültig zu lösen. Bereits ab September 2004 konnte Bodo Schnabel eine neue berufliche Zukunft aufbauen.
In mehreren Urteilen vor dem Landgericht München und dem Oberlandesgericht München wurden die noch anhängigen Klagen gegen die Comroad AG und Bodo Schnabel abgewiesen.
- Das Landgericht München I hat am 14. Dezember 2006 (Az.: 401303/04) die Klagen von 18 Anlegern abgewiesen.
- Das Oberlandesgericht München hat am 9. Januar 2007 (Az.: 18 U 3638/06) die Berufungsklage eines Anlegers abgewiesen.
- Das Oberlandesgericht München hat am 15. Mai 2007 (Az.: 20 O 23958/04) ein Urteil des Landgerichts München aufgehoben, in dem Schnabel zu Schadenersatz verurteilt wurde.
- Bodo Schnabel wurde am 15. Januar 2007 noch vom Landgericht Frankfurt am Main zu einer Zahlung von 750.000 Euro an geschädigte Anleger verurteilt.[6] Der Bundesgerichtshof hat am 4. Juni 2007 mit den Urteilen (II ZR 147/05[7]) ein Urteil des Oberlandesgerichts München aufgehoben, in dem die Comroad AG zu Schadenersatz verurteilt wurde.
- Der Bundesgerichtshof hat am 24. September 2007 (II ZR 229/05) die Revision gegen ein Urteil des Oberlandesgerichtes Frankfurt vom 2. August 2005 zugelassen und am 7. Januar 2008 das Urteil zugunsten von Schnabel aufgehoben.[8]
- Der Bundesgerichtshof hat am 3. März 2008 (II ZR 310/06) ein weiteres Urteil des Oberlandesgerichtes Frankfurt gegen Schnabel aufgehoben.[9]

## Erfolg des investigativen Journalismus
Die Offenlegung des Skandals um die Comroad AG ist ein Verdienst der damaligen Börse Online-Redakteurin Renate Daum, die nahezu im Alleingang den Beweis für die Nichtexistenz von Geschäften erbrachte, die nach vielfachen Auskünften der Firmenleitung angeblich existierten. Sie erhielt für ihre Recherchen zur Comroad AG den Helmut Schmidt Journalistenpreis 2002.

## Neuanfang
Nach Umbenennung in Tracom Holding AG (2006) erhielt die Firma am 17. Juli 2008 den Einbeziehungsbeschluss der Frankfurter Wertpapierbörse. Die Tracom-Aktie konnte daraufhin neben Hamburg auch wieder in Frankfurt am Main gehandelt werden. Seit 2015 nennt sich die Firma Elsa Vermögens- und Beteiligungs AG. Diese sind im Hausbau tätig und halten das Patent für eine Fußorthese.